# Khu vực Trung tâm, Fiji

Khu vực Trung tâm Fiji

Khu vực Trung tâm (Central Division) là một trong 4 khu vực của Fiji. Khu vực này gồm có 5 tỉnh - Naitasiri, Namosi, Rewa, Serua và Tailevu.
Thủ phủ của khu vực là Suva, thành phố này cũng là thủ đô của đất nước Fiji. Khu vực bao gồm phần phía đông của hòn đảo lớn nhất Fiji là Viti Levu và một số đảo nhỏ xung quanh như Beqa. Khu vực này giáp với Khu vực Tây của Vita Levu, và có ranh giới trên biển với Khu vực Bắc và Khu vực Đông.